# ステーブルコイン
ステーブルコイン（英: Stablecoins）とは、その価格が法定通貨、または市場で取引されるコモディティ（貴金属や工業用金属等の商品）などと連動（ペッグ）するよう設計されている暗号通貨である。 
米ドルステーブルコイン・日本円ステーブルコイン・ユーロステーブルコイン・ゴールド連動型ステーブルコインなどが存在し、2022年12月現在の発行額では米ドルステーブルコインが圧倒的多数を占める。
また、ラップドトークンと呼ばれる暗号通貨（WBTCやWETHなど）もステーブルコインの一種である。

## 利点
利用者にとっては、現実世界で日常使用している慣れ親しんだ法定通貨と同じ感覚で暗号通貨を各ブロックチェーン上で使用できる利点がある。現金や銀行預金と比べ、発行国の規制に縛られにくく国際送金や支払いにも利用しやすい。さらに通常の暗号資産に比べ価格変動が少ないことも大きな利点である。
また、国際決済銀行は、マネーロンダリング防止の取り組み、運用の回復力、顧客データ保護、金融包摂、税務コンプライアンス、サイバーセキュリティの強化として、考えられるメリットを挙げた。

## 批判
各国政府により公式に発行されているものではなく、民間企業等により発行されているため信用リスクが高い。
特に、発行額と等価の裏付け資産が本当に存在するのか疑われることが多い。
テザー（USDT）は、時価総額で最大のステーブルコインであるが、大規模に発行していながら、準備金の監査を提供できないという非難に直面した。その後、アメリカ政府の規制と監査が入っており、十分な発行額と同等の資産が確保されていることが確認されている。

## ステーブルコインの担保
ステーブルコインには、1:1担保型・過剰担保型・無担保型の3種類が存在する。
1:1担保型は額面と等価の現物資産（現金・債券・金等）を裏付け資産として発行する。
過剰担保型は額面よりも多額の資産を裏付け資産として用いる。暗号通貨を担保とした法定通貨ステーブルコインで採用される事が多い。（暗号通貨の価格変動リスクに備えるためである。）
無担保型はアルゴリズムによって価格を制御する。裏付け資産を持たないため、非常時におけるデペッグ（連動からの逸脱）リスクが高い。
担保により裏付けがされたステーブルコインの利点は、他の暗号通貨と比べ価格が安定し、ファイナンシャルリスクが軽減されることである。
ビットコインとアルトコインの価格は強く相関しているため、暗号通貨市場において大規模な価格下落が起きた際には、非ステーブルコインの暗号通貨保有者は資産が急減する可能性が極めて高い。一方、ステーブルコインの場合、裏付け資産を償還するメカニズムを備え、誠意を持って管理されているならば、裁定取引というシステムにより、価格が裏付け資産の価値を下回ることはまずないと言える。
ただし、管理者による裏付け資産の流用、各国政府による凍結、ハッキング、盗難などにより裏付け資産が消失した場合には連動が失われるリスクも存在する。
また、ステーブルコインはその裏付け資産と同じボラティリティとリスクの影響を受ける。

### 法定通貨による担保
このタイプのステーブルコインの価値は、法定通貨などの、第三者が規制する金融機関に属する通貨の価値に基づく。この場合、ステーブルコインの価格の安定性にとって、裏付け資産の保管者に対する信頼が非常に重要なものとなる。法定通貨に裏付けされたステーブルコインは取引所で取引でき、発行者から償還を受けることができる。ステーブルコインの安定性を維持するためのコストは、準備金を維持するためのコストと法令遵守のコスト、つまり免許、監査人といった、規制当局が求めるようなビジネスインフラを維持するためのコストに相当する。
この法定通貨に裏打ちされた暗号通貨が最も一般的であり、史上初のステーブルコインもこのタイプであった。主な特徴は以下のとおり。
- その価値は、固定比率で1つ、または複数の通貨（最も一般的には米ドル、ユーロ、スイスフラン）に固定化される。
- テザーは、裏付けに使用される通貨の預託機関として、銀行などの金融機関を利用する。
- ステーブルコインの裏付けに使用される通貨の金額は、ステーブルコインの循環・供給量を反映したものであるべき。

例としては、TrueUSD（TUSD）、USD Tether（USDT）、USD Coin（USDC）、BinanceUSD（BUSD）などがある。

### コモディティによる担保
主な特徴は以下のとおり。
- その価値は1つかそれ以上のコモディティ（商品）に固定されており、償還は（程度の差はあれど）、いつでも可能で、
- 規制を受けない個人や規制されている金融機関などによっても支払を受けることができ、
- コインを裏付けるために使用されるコモディティ（商品）の量は、ステーブルコインの循環・供給量を反映したものであるべき。

コモディティ（商品）に裏付けされたステーブルコインの保有者は、実物資産を入手するのと同じ変換率でステーブルコインを償還することができる。ステーブルコインの安定性を維持するためのコストは、コモディティ（商品）を保管および保護するためのコストということになる。
例としては、パックスゴールドトークン（PAXG）などがある。

### 暗号通貨による担保
暗号通貨で裏付けられたステーブルコインは、他の暗号通貨を担保とする。これは、概念的には法定通貨で裏付けられたステーブルコインと同様である。ただし、2つの設計の大きな違いとして、法定通貨の担保は通常ブロックチェーン外で発生するが、このタイプのステーブルコインを裏付けるために使用される暗号通貨は、より分散化された方法でスマート・コントラクトを使用してブロックチェーン上で実行されることである。
暗号通貨によって裏打ちされたステーブルコインの特徴は以下の通り。
- その価値は、別の暗号通貨または暗号通貨ポートフォリオによって担保され、
- 価格の固定はスマートコントラクトを介してチェーン上で実行され、
- 供給は、スマートコントラクトを使用してブロックチェーンチェーン上で制御され、
- 価格の安定性は、担保だけでなく、補足的な手段やインセンティブの導入によって達成される。

このタイプのステーブルコインの技術的な実装は、法定通貨を担保とする実装よりも複雑で多様なものとなる。特に、スマートコントラクトの実装コードの不具合によるソフトウェアの脆弱性を原因とするリスクが高くなる。このタイプのステーブルコインの潜在的な問題としては、担保の価値の変化と補足的な手段への依存である。価格が実際にどのように保証されているかを理解するのが難しい場合があるため、その複雑さが普及の妨げとなる可能性がある。ボラティリティが高い暗号通貨市場の性質上、安定性を確保するために非常に高額な担保も維持する必要もある。
このタイプのステーブルコインの現行プロジェクトの例としてはDAI、HAYなどがある。BitGoによるビットコインをラップしたもの（WBTC）もある。

### シニョリッジ型（無担保型・アルゴリズム型）
シニョリッジ型のステーブルコインは、アルゴリズムを利用して中央銀行と似たアプローチで供給を制御する。連動（ペッグ）を維持するのが困難なため、 シニョリッジ型のステーブルコインは他と比較して一般的とは言えない。
シニョリッジ型のステーブルコインの特徴は次のとおり。 
- 価格整はブロックチェーンで行われ、
- コインを生成するのに担保は不要、
- 価値はアルゴリズムによる需要と供給によって制御され、価格を安定させる。

## ステーブルコインの一覧

### 法定通貨連動（1:1担保型）
- USDT（テザー） 米ドル連動 - 発行者：Tether社
- USDC（USD Coin） 米ドル連動 - 発行者：Circle社・Coinbase社
- BUSD（BinanceUSD） 米ドル連動 - 発行者：バイナンス社
- TUSD（TrueUSD） 米ドル連動 - 発行者：TrustToken社
- JPYC 日本円連動 - 発行者：JPYC株式会社
- EUROC（Euro Coin） ユーロ連動 - 発行者：Circle社

### 法定通貨連動（過剰担保型）
- DAI 米ドル連動 - 発行者：MakerDAO 担保：イーサリアム・USDCなど複数の組み合わせ
- HAY 米ドル連動 - 発行者：Helio Protocol 担保：BNB・BUSD

### コモディティ連動
- PAXG（パックスゴールドトークン） ゴールド連動（ドル建て） - 発行者：Paxos社
- ZPG（ジパングコイン） ゴールド連動（円建て） - 発行者：三井物産デジタルコモディティーズ社

### ラップドトークン
各暗号通貨を別のブロックチェーン上で扱えるようにしたものである。もともとのティッカーにWなどの頭文字が付け加えられる事が多い。
ブリッジを経由して等価の暗号資産をロックして発行するが、ブリッジがハッキング等を受け裏付け資産が消失した場合、価値が失われることがある。
- WBTC（ビットコインのラップドトークン）
- WETH（イーサリアムのラップドトークン）
- WBNB（BNBのラップドトークン）

なお、法定通貨連動ステーブルコインのラップドトークンも存在する。

## 暴落
2022年5月10日以降、韓国企業Do Kwonが発行していた仮想通貨ルナが暴落し、仮想通貨ルナと連動していた無担保アルゴリズム型米ドルステーブルコイン「テラUSD（UST）」も暴落した。仮想通貨ルナは11日には一時94%超もの値下げとなった。これを受けて、無担保アルゴリズム型ステーブルコインの多くの信用と価格が下落することとなった。